# Carolin Fink

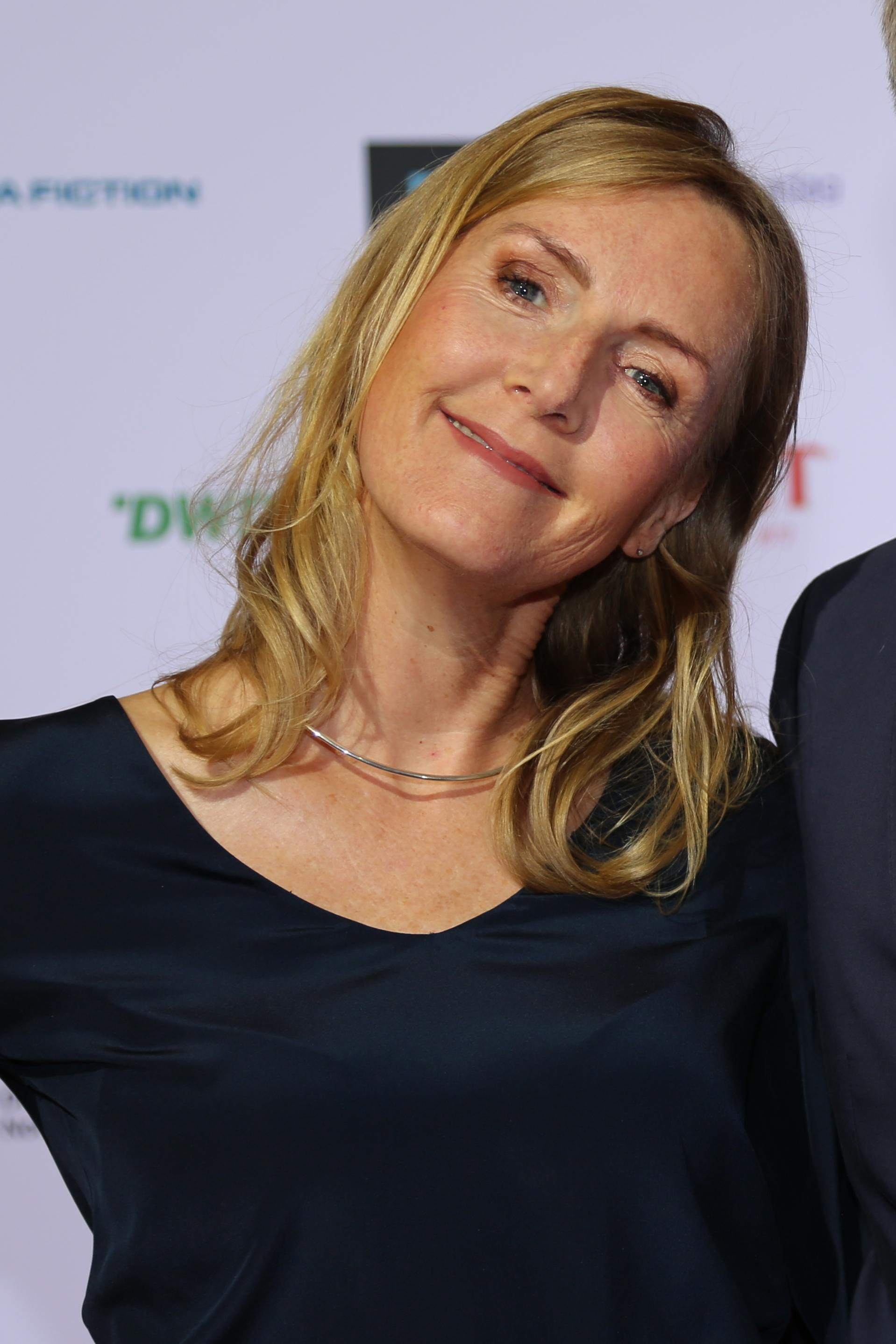
Carolin Fink (2017)

Carolin Fink (* 24. Dezember 1966 in Salzburg) ist eine deutsch-österreichische Schauspielerin. Sie spricht außerdem in Hörspielproduktionen und Synchronisationen.

## Werdegang
Die Tochter der Burgschauspielerin Sonja Sutter und deren Ehemann, einem Arzt, von dem sie den Familiennamen erhielt, besuchte ein musisches Gymnasium. Von 1977 bis 1983 ging sie am Mozarteum in Salzburg in die Klavierklasse von Laszlo Pogany und Kurt Neumüller. 1984 erfolgte ihre Aufnahme an die Hochschule für Schauspiel, das Max Reinhardt Seminar in Wien. Von 1985 bis 1987 setzte sie ihr Studium mit Diplomabschluss an der Hochschule für Schauspielkunst Ernst Busch in Berlin fort. Sie erhielt erste Engagements am Staatstheater Wiesbaden und am Residenztheater München.
Fink hat sowohl eine Tochter, die sich ebenfalls als Schauspielerin einen Namen gemacht hat, als auch einen Sohn aus ihrer bis 2009 dauernden Beziehung mit dem Schauspieler Michael Mendl.

## Kino (Auswahl)
- 1992: Die Zweite Heimat, Regie: Edgar Reitz
- 2012: Staudamm, Regie: Thomas Sieben

## Fernsehen (Auswahl)
- 1990–1998: Derrick (Fernsehserie, 3 Folgen)
- 1995–2010: Der Alte (Fernsehserie, 10 Folgen)
- 1998: Vergewaltigt – Eine Frau schlägt zurück
- 2000: Dr. Stefan Frank – Der Arzt, dem die Frauen vertrauen (Fernsehserie, S6/F10 Herzensdinge)
- 2004: Inga Lindström: Die Farm am Mälarsee
- 2005: Herzlichen Glückwunsch
- 2007: Eine folgenschwere Affäre
- 2007: Notruf Hafenkante – Kein Weg zurück, Regie: Donald Kraemer
- 2008: Mord in bester Gesellschaft: Die Nächte des Herrn Senator (Krimireihe, Folge 3)
- 2009: Die Rosenheim-Cops – Ein fast perfekter Plan
- 2010: Bergwacht, Regie: Axel de Roche
- 2011: Der Staatsanwalt, Regie: Martin Kinkel
- 2012: Familie Dr. Kleist, Regie: Esther Wenger
- 2012: Sturm der Liebe, Regie: Stefan Jonas
- 2013: Der Weg nach San José, Regie: Roland Suso Richter
- 2013: SOKO Kitzbühel, Regie: Mike Zens
- 2014: Proteus, Regie: Johannes Leistner
- 2014: Der Bergdoktor – Das Haus meiner Mutter, Regie: Axel Barth
- 2014: SOKO Wien – Trauriger Sonntag, ORF ZDF-Serie, Regie: Olaf Kreinsen
- 2014: Die Kinder meiner Schwester, ZDF-Film, Regie: Marco Serafini
- 2015: Fanny und die gestohlene Frau, ARD-Film, Regie: Mark Monheim
- 2015: Notruf Hafenkante – Scheißtag, Regie: Dietmar Klein
- 2015: Schorsch Aigner – Der Mann, der Franz Beckenbauer war, Buch: Olli Dittrich, Tom Theunissen
- 2017: SOKO Wien – Ein hoher Preis
- 2017: Ein starkes Team – Tod und Liebe
- 2018: Kommissarin Lucas – Das Urteil
- 2018: Um Himmels Willen – Ausgeträumt
- 2019: Servus Baby – Kindisch, BR-Serie

## Theater (Auswahl)
2019–2021
- Wunschkinder, von Lutz Hübner und Sarah Nemitz, Konzertdirektion Landgraf, Regie: Volker Hesse, Hauptrolle: Katrin

2014–2015
- Die kleinen Füchse, von Lilian Hellman, Stadttheater Fürth, Regie: Werner Müller, Hauptrolle: Regina

2012
- Wollte ich Liebe singen, ward' sie mir zum Schmerz, Kammeroper München, Gastspiel – Schubert Abend

2007 und 2008
- Liebe Grüße an alle schönen Weiber' sie mir zum Schmerz, Kammeroper München, Gastspiel – Haydn-Abend mit Klavier, Gesang und Schauspiel, Rolle(n) der vier schönen Weiber

1986 bis 1990 und 1992 bis 1993
Residenztheater, München in verschiedenen Produktionen:
- Britannicus von Racine, Rolle: Junia, Regie: Volker Hesse
- Nathan der Weise von Lessing, Rolle: Recha, Regie: Achim Benning
- Die Verfolgung und Ermordung des J.P. Marats, von Peter Weiss
- Familiengeschäfte von Alan Ayckbourn, Regie: Mario Andersen, Rolle: Tina
- Traum in Krähwinkel von Johann Nestroy, Rolle: Linerl, Regie: Werner Schneyder
- Kinder der Sonne von Maxim Gorki
- Publikumsbeschimpfung von Peter Handke
- Sturmspiel von Gerald Thomas, Rolle: Ariel, Regie: Gerald Thomas
- Singer von Peter Flannery, Rolle: Gloria, Regie: Thomas Schulte-Michels